# Zwarte koekoek
De zwarte koekoek (Cuculus clamosus) is een koekoeksoort uit het geslacht Cuculus.

## Verspreiding en leefgebied
Deze soort komt voor in Afrika, bezuiden de Sahara en telt twee ondersoorten:
- C. c. gabonensis: van Liberia tot zuidwestelijk Ethiopië, westelijk Kenia en noordwestelijk Angola.
- C. c. clamosus: van noordelijk en centraal Ethiopië en oostelijk en centraal Kenia tot zuidelijk Angola en Zuid-Afrika.